# Noli me tangere

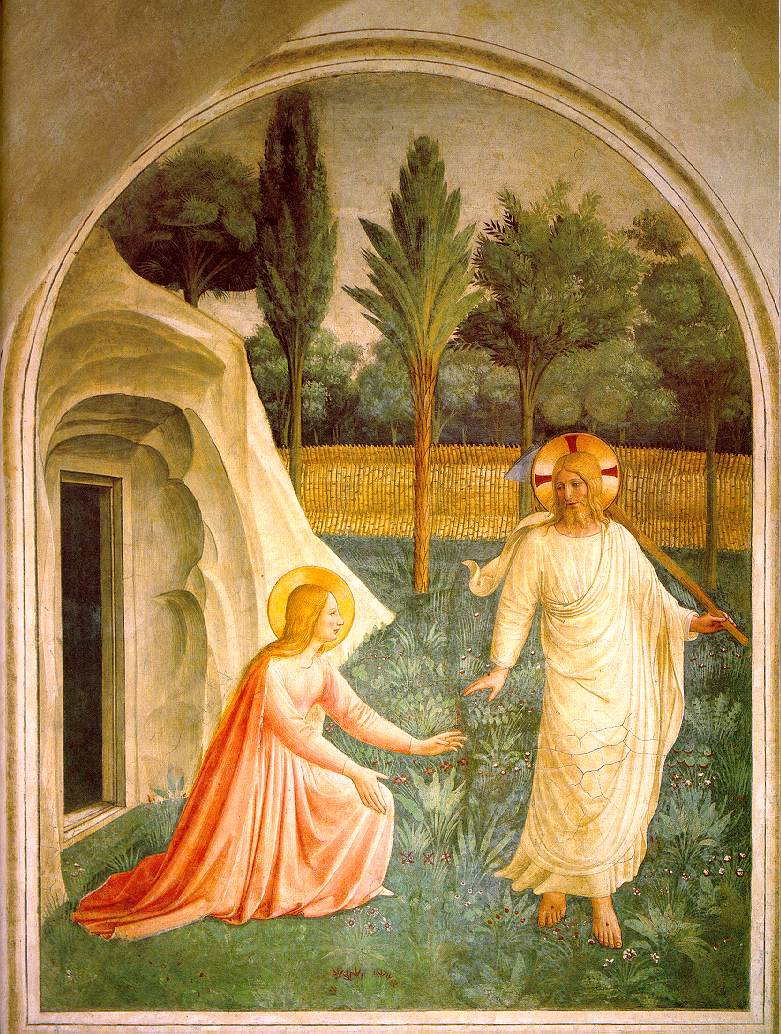
Noli me tangere, fresk av Fra Angelico (1440–1441).

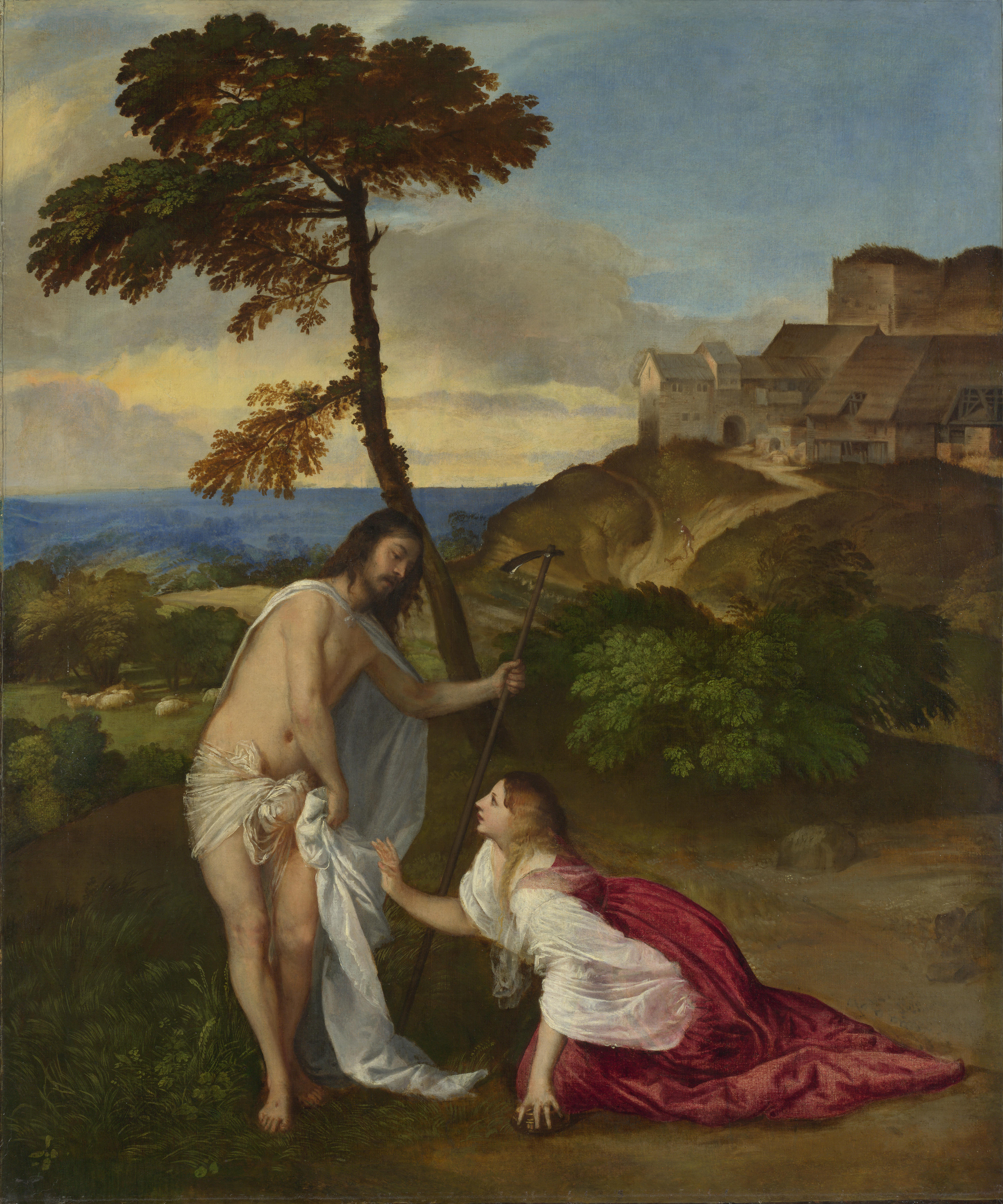
Noli me tangere, oljemålning av Tizian (cirka 1514).

Noli me tangere (latin, "rör inte vid mig") är den latinska översättningen av de ord som Jesus enligt Johannesevangeliet 20:11–18 yttrade till Maria Magdalena, då han efter sin uppståndelse uppenbarade sig för henne utanför graven där hon stod och grät. Även mötet i sig benämns Noli me tangere.
| ”                           | Rör inte vid mig, jag har ännu inte stigit upp till min fader. Gå till mina bröder och säg dem att jag stiger upp till min fader och er fader, min Gud och er Gud. | „ |
| – Johannesevangeliet 20:17. | |   |

Det har påpekats att den ursprungliga frasen, Μή μου ἅπτου, i Johannesevangeliet, vilket skrevs på grekiska, bättre kan översättas till "upphör att hålla dig fast vid mig" eller "sluta klamra dig fast vid mig".
Ämnet blev ett omtyckt motiv inom måleriet och skulpturen, i synnerhet under renässansen och barocken.
Noli me tangere är även titeln på en känd sonett av Carl Snoilsky.